# Stenoonops tayrona
Espèce
Stenoonops tayrona est une espèce d'araignées aranéomorphes de la famille des Oonopidae.

## Distribution
Cette espèce se rencontre en Colombie dans le département de Magdalena et au Venezuela dans l'État d'Aragua,.

## Description
Le mâle holotype mesure 1,02 mm et la femelle paratype 1,17 mm.

## Étymologie
Son nom d'espèce lui a été donné en référence au lieu de sa découverte, le parc national naturel de Tayrona.

## Publication originale
- Platnick & Dupérré, 2010 : The goblin spider genera Stenoonops and Australoonops (Araneae, Oonopidae), with notes on related taxa. Bulletin of the American Museum of Natural History, no 340, p. 1-111 (texte intégral).